# Autel taurobolique de Périgueux

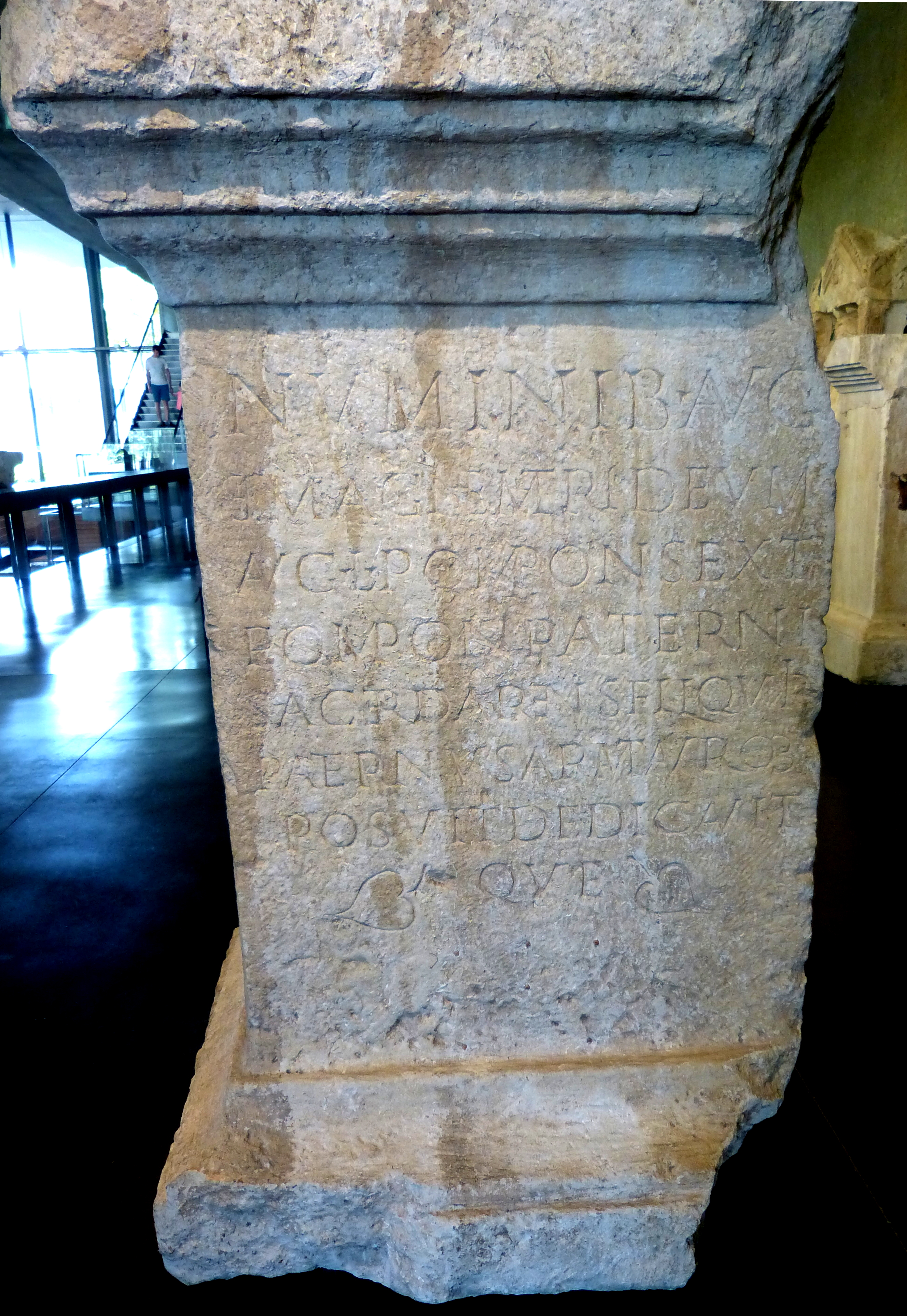
L'autel taurobolique, face principale avec inscription

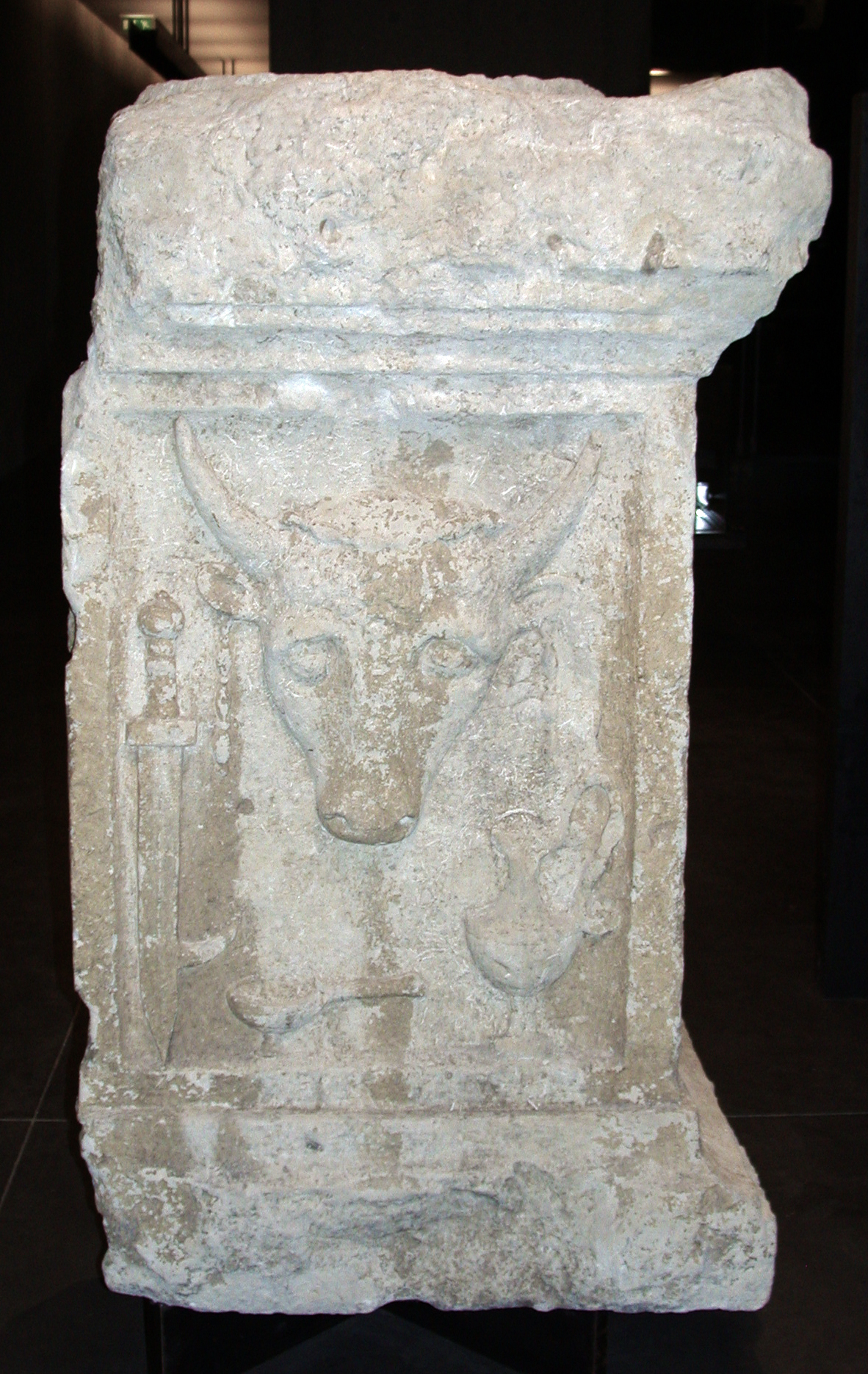
L'autel taurobolique, face latérale gauche, avec tête de taureau

L’autel taurobolique de Périgueux est un monument de pierre commémorant un taurobole en faveur des numina impériaux, offert par Lucius Pomponius Paternus entre la fin du IIe et le début du IIIe siècle, découvert à Périgueux, l’antique Vesunna, et conservé au musée Vesunna de cette ville.

## Historique
L’autel est découvert en 1906, près de la porte Normande, dans la partie inférieure du rempart gallo-romain. Le sacrifice est commandité par un personnage important de la cité, les Pomponii étant une des grandes familles de la période, qui met seulement en avant son titre le plus prestigieux, celui de prêtre de Lyon, le prêtre du Confluent (Condate, où se trouvaient les lieux de culte à Lyon) étant nommé sacerdos arensis, « prêtre de l’Autel ». D’abord déposé au musée du Périgord, l’autel est maintenant au musée Vesunna,.

## Description
L’autel, en calcaire blanc, mesure 154 cm de haut, 88,5 cm de large, 86 cm d’épaisseur. La face principale ne comporte que le champ épigraphique, la face opposée, tête de bélier encadrée par deux tibiae (flûtes), au-dessous deux crotales reliés par un ruban ; face latérale gauche, tête de taureau ornée de bandelettes, harpè, patère à pied avec manche, urceus (cruche) ; face latérale droite, pin portant un oiseau et deux flagellae (fouets), buste d’Attis coiffé d’un bonnet phrygien, syrinx, taureau allonge.

### Inscription
NVMINIB❦⁽AV⁾G
⁽ET⁾MAG⁽NE⁾⁽MAT⁾RIDEVM
⁽AV⁾G▴L▴PO⁽MP⁾ONSEXT
PO⁽MP⁾ONPATERNI
SAC⁽ER⁾DAR⁽EN⁾SFILQV⁽IR⁾
PA⁽TE⁾RNVSAR⁽AMT⁾⁽AV⁾R⁽OB⁾
POSVITDEDIC⁽AV⁾IT
❦QVE❦
(CIL XIII, 11042, image visible sur ce lien),
« À la puissance divine des empereurs et à la Grande Mère des Dieux Auguste. Lucius Pomponius Paternus, fils de Sextus Pomponius Paternus prêtre à l'Autel (de Lyon), inscrit dans la tribu Quirina, a fait élever et a dédié cet autel taurobolique ».